# Anlagenmechaniker
Der Anlagenmechaniker ist in Deutschland ein staatlich anerkannter Ausbildungsberuf nach Berufsbildungsgesetz.

## Arbeitsgebiete
Anlagenmechaniker fertigen Bauteile an, fügen diese zu Baugruppen, Anlagen oder  Apparaten zusammen. Sie führen Instandhaltungsarbeiten oder Änderungen an Anlagen aus, können aber auch Einstell-, Pflege- und Wartungsarbeiten durchführen. Sie finden ihren Arbeitsplatz in Unternehmen des Anlagen-, Apparate- und Behälterbaus. Sie können aber auch bei Unternehmen der Lüftungs- und Versorgungstechnik beschäftigt sein.

## Ausbildungsdauer und Struktur
Die Ausbildungsdauer zum Anlagenmechaniker beträgt in der Regel 3,5 Jahre. Die Ausbildung erfolgt an den Lernorten Betrieb und Berufsschule.
Es handelt sich um einen Monoberuf, dessen Ausbildung in den folgenden Einsatzgebieten vertieft werden kann:
- Anlagenbau,
- Apparate- und Behälterbau,
- Instandhaltung,
- Rohrsystemtechnik,
- Schweißtechnik.

Weitere Einsatzgebiete sind möglich, wenn die vorgegebenen Inhalte der Ausbildungsordnung vermittelt werden können.

## Entstehungsgeschichte
Der Ausbildungsberuf ersetzt die Ausbildungsordnung aus dem Jahr 1987. Die bisher bestehenden Fachrichtungen Apparatetechnik, Schweißtechnik und Versorgungstechnik wurden in die oben aufgeführten Einsatzgebiete überführt. Die neue Ausbildungsordnung trägt der zunehmenden Geschäftsprozessorientierung Rechnung. Zwischen 2004 und 2007 wurde darüber hinaus die  gestreckte Abschlussprüfung erprobt. Der Beruf beinhaltet und ersetzt die Berufe des Heizungs- und Lüftungsbauers und des Gas-Wasser-Installateurs.